# Ulmi (Giurgiu)
Pour les articles homonymes, voir Ulmi.
Ulmi est une commune du județ de Giurgiu en Roumanie.